# Stazione di Recoletos
Recoletos è una stazione delle linee C1, C2, C7, C8 e C10 delle Cercanías di Madrid.
Si trova sotto al Paseo de Recoletos, tra Plaza de Colón e Plaza de Cibeles, tra i distretti Centro e Salamanca.
È una delle poche stazioni delle Cercanías che si trovano all'interno del comune di Madrid che non hanno corrispondenza diretta con la metropolitana.

## Storia
La stazione è stata inaugurata nel 1967 ed è stata incorporata alla rete di Cercanías negli anni 80.